# باينري لاند
باينري لاند (بالإنجليزية: Binary Land)‏ (باليابانية: バイナリィランド) ، هي لعبة إلكترونية من نوع ألغاز، صدرت عام 1985 ، وتدعم نظامي نينتندو إنترتنمنت سيستم وإم إس إكس.

## طريقة اللعبة
تبدأ اللعبة عن البطريق الأخضر (ذكر) وهو يرغب في جمع قصة حب مع البطريق الزهري (أنثى) ، وذلك في مكان غريب وتكثر فيه العناكب والشبكات اللاصقة، فيقوم بطلا اللعبة بالتقاء بعضهما بعضاً لتحقيق قصة الحب بينهما.